# De Tuinen (winkelketen)
De Tuinen was een Nederlandse keten van gezondheidswinkels. Het bedrijf ontstond in 1980 in Den Haag. De in 1986 gevormde besloten vennootschap met winkels werd in 1991 overgenomen door Ahold NV. In 2003 werd de keten verkocht aan het Engelse Holland & Barrett. De naam 'De Tuinen' bleef tot 2015 bestaan voor de winkels en daarna nog als merknaam voor allerhande verzorgingsproducten die Holland en Barrett aanbied.

## Geschiedenis

### Begin
De opening van de eerste winkel was 'De Tuin van Babylon' in 1980 in het winkelcentrum Babylon te Den Haag door Willem van Vondelen. Later kwam daar het filiaal in de Venestraat en het filiaal in de Palace Promenade op Scheveningen bij. In januari 1986 is er een structuurwijziging doorgevoerd naar een B.V. vorm opgericht door Willem van Vondelen en Rinus de Vette, beide eigenaar met ieder in de B.V. een belang van 50%. Hun eerste winkel in de B.V. was toen nog met de naam "De Tuin van Zuidplein" en was direct bij de opening in november 1985 een groot succes. In de periode daarna kwamen daar nog diverse "De Tuin van ........." winkels bij. 

### Ahold
Na de overname in 1991 werden de namen van de winkels door Ahold veranderd naar "De Tuinen". Rinus de Vette heeft na de overname door Ahold, voor Ahold nog 10 jaar lang de volledige verbouwingen en inrichtingen van alle nieuwe "De Tuinen" filialen Turn Key als projectleider door zijn bouwteam uit laten voeren.

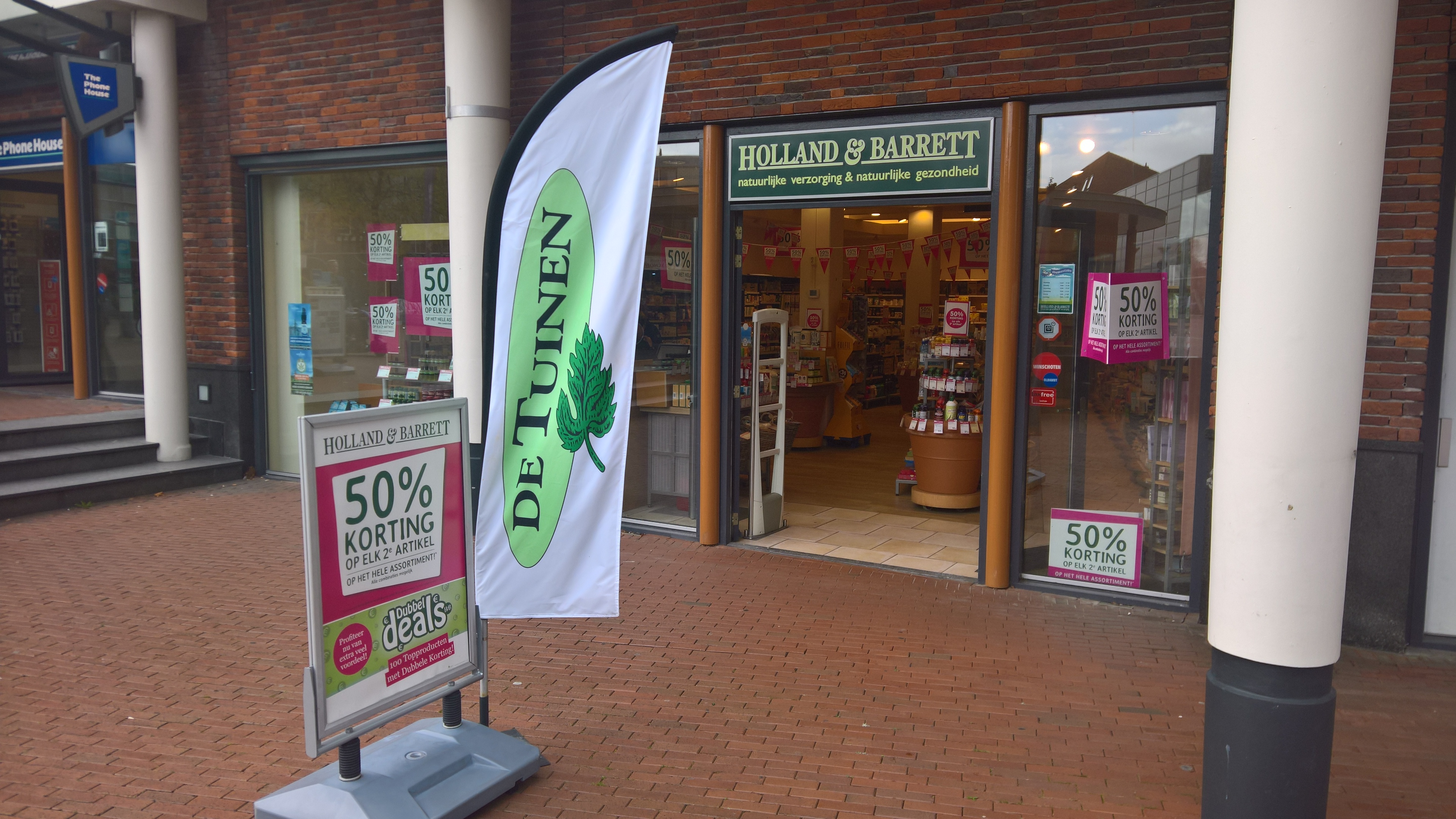
Een vestiging van De Tuinen (Holland & Barrett) in 2017 (Winschoten)

De keten had 127 winkels en een webwinkel in Nederland en voerde een assortiment aan verzorgingsproducten. De keten is oorspronkelijk begonnen als enkele winkels met de naam 'De Tuin van <Plaatsnaam>'. De uitbreiding van het aantal vestigingen is van start gegaan na de overname door Ahold NV in 1991.

### Holland & Barrett
Nadat Ahold in een crisis belandde deed het concern de keten in 2003 van de hand voor een bedrag van 16 miljoen euro aan de Engelse keten Holland & Barrett. De keten omvatte toen 41 eigen winkels en 25 franchisefilialen. Vanaf 1 mei 2015 werden de winkels van De Tuinen ondergebracht bij het merk Holland & Barrett B.V.
Holland & Barrett is op haar beurt weer een dochteronderneming van het concern NBTY, dat onder meer voedingssupplementen produceert. In juni 2017 werd bekend dat Holland & Barrett wordt overgenomen door de investeringsgroep LetterOne van de Russische oligarch Michaïl Fridman. LetterOne heeft  2 miljard euro over voor Holland & Barrett, die in 1150 winkels gezondheidsproducten verkoopt.